# Pacekulon
Pacekulon is een bestuurslaag in het regentschap Nganjuk van de provincie Oost-Java, Indonesië. Pacekulon telt 4758 inwoners (volkstelling 2010).